# مؤتمر ويكي أمريكا الشمالية
مؤتمر ويكي أمريكا الشمالية، بالإنجليزيةWikiConference North America، كان اسمه سابقًا (مؤتمر ويكي الولايات المتحدة الأمريكية )- هو مؤتمر سنوي ينظمه مجتمع ويكيبيديا في أمريكا الشمالية. وقد أقيم الحدثان الأوليان في كلية الحقوق في نيويورك ومبنى الأرشيف الوطني في واشنطن العاصمة في عامي 2014م و2015م على التوالي. انعقد المؤتمر الثالث، والذي أعيدت تسميته بـ "مؤتمر ويكي أمريكا الشمالية"، في المكتبة المركزية في سان دييغو في عام 2016م، مع يوم ما قبل المؤتمر في بالبوا بارك.
أقيم مؤتمر ويكي مؤتمر أمريكا الشمالية في مونتريال في عام 2017م، بوصفه مؤتمر تمهيدي لمؤتمر ويكيمانيا Wikimania. وأقيمت فعاليات عامي 2018م و2019م، في كولومبوس بولاية أوهايو وكامبريدج بولاية ماساتشوستس على التوالي. وبعد المؤتمرات الافتراضية،التي عقدت من عام 2020م إلى عام 2022م؛ بسبب جائحة كوفيد-19، عاد المؤتمر إلى الانعقاد الحضوري في تورنتو في عام 2023م. كما انعقد مؤتمر عام 2024م في جامعة إنديانا إنديانابوليس. ومن المقرر أن يعقد المؤتمر المقبل في مدينة نيويورك في عام 2025م.

## وصف
يتم تنظيم المؤتمر السنوي من قبل محرري ويكيبيديا ،والمتحمسين، والمتطوعين.   ويحضر الحدث كل عام موظفون من مؤسسة تعليم ويكي، والتي شاركت في رعاية الحدث في عام 2015،  ومؤسسة ويكيميديا.   انعقد المؤتمر في مدينة نيويورك، وواشنطن العاصمة، وسان دييغو، ومونتريال، وكولومبوس، أوهايو، وكامبريدج، ماساتشوستس، وتورنتو، وإنديانابوليس. من عام 2020 إلى عام 2022، كانت الأحداث افتراضية في المقام الأول بسبب جائحة كوفيد-19.

## تاريخ

### مؤتمر ويكي الولايات المتحدة الأمريكية (2014–2015)

شعار مؤتمر WikiConference الافتتاحي بالولايات المتحدة الأمريكية 2014

انعقد مؤتمر "ويكي الولايات المتحدة الأمريكية" الافتتاحي خلال الفترة من 30 مايو إلى 1 يونيو 2014م في حرم تريبيكا التابع لكلية الحقوق في نيويورك في مانهاتن السفلى. وتم تأسيسه بوصفه حدث وطني لمجتمع ويكيبيديا الأمريكي، وكان المؤتمر "مخصصًا لمواضيع تتعلق بحركة ويكيميديا في الولايات المتحدة، بالإضافة إلى مواضيع ذات صلة بالثقافة الحرة والحقوق الرقمية ".   تم استضافته من قبل الشركات التابعة لمؤسسة ويكيميديا في مقاطعة كولومبيا ومدينة نيويورك، مع تمويل المنح المقدمة من قبل المؤسسة والدعم الإضافي من Consumer Reports ، ومعهد قانون المعلومات والسياسة في كلية الحقوق في نيويورك، وجامعة مدينة نيويورك.   تضمن البرنامج يومين من الخطابات الرئيسية، واللجان، والعروض التقديمية، وورش العمل حول حالة ويكيبيديا، ومعالجة قضايا مثل التنوع، والتحيز بين الجنسين، وتنشئة المحررين الجدد، بالإضافة إلى مؤتمر غير رسمي لمدة يوم واحد.    حضر المؤتمر حوالي 250 شخصًا.  ووفقًا لمجلة أودوير، كانت الجلسات حول تحرير تضارب المصالح على ويكيبيديا "في المقدمة والمركز". 

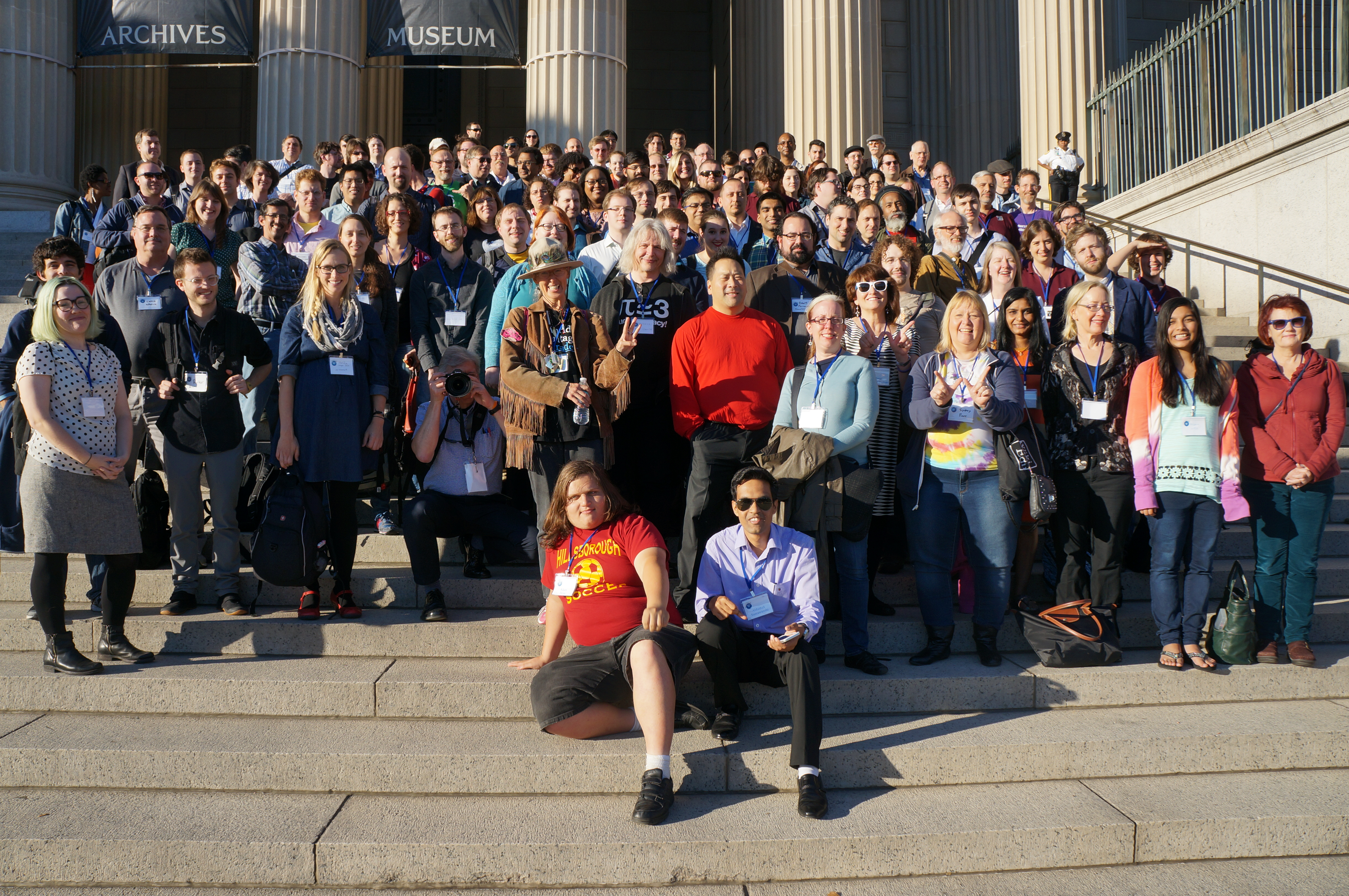
المشاركون في المؤتمر خارج مبنى الأرشيف الوطني، 2015م

انعقد مؤتمر ويكي الثاني في الولايات المتحدة الأمريكية، في مبنى الأرشيف الوطني في واشنطن العاصمة، خلال الفترة من 9 إلى 11 أكتوبر 2015م. تم رعاية المؤتمر بشكل مشترك من قبل إدارة الأرشيف والوثائق الوطنية (NARA)، والتي كانت راعية لويكيمينيا عندما أقيم الحدث في واشنطن العاصمة عام 2012م، ومؤسسة تعليم ويكي؛ كما كانت الشركات التابعة لمؤسسة ويكيميديا في مقاطعة كولومبيا ومدينة نيويورك شركاء في مؤتمر ويكي.   وتضمنت الأنشطة حلقات نقاش، وعروض تقديمية، وخطابات، وورش عمل تتعلق بمجتمع ويكيبيديا، والتعاون مع المؤسسات الثقافية، والدور في التعليم، وتطوير التكنولوجيا. كما تمكن الحضور من زيارة متحف الأرشيف الوطني ومركز الابتكار، حيث يتم رقمنة الوثائق.  وقد تضمن المؤتمر عروضاً تقديمية من قبل باميلا رايت، كبير مسؤولي الابتكار في NARA؛ وأندرو ليه؛ وجون هوارد، الذي يعمل مديراً للمعهد الوطني للسلامة والصحة المهنية؛ وديفيد فيريرو، أمين الأرشيف في الولايات المتحدة؛ وأليس باكر من منظمة AfroCrowd، التي تسعى إلى تحسين تغطية الأفارقة والأمريكيين من أصل أفريقي في ويكيبيديا وغيرها من المشاريع؛ ودانييل سيترون، أستاذة القانون في جامعة ماريلاند التي تحدثت عن جرائم الكراهية في الفضاء الإلكتروني.   كان التنوع موضوعًا مركزيًا طوال المؤتمر، مما ألهم NARA لاستضافة مؤتمر تنوع ويكيميديا في يونيو 2016م. 

### مؤتمر ويكي أمريكا الشمالية (من عام 2016م، إلى الوقت الحاضر)

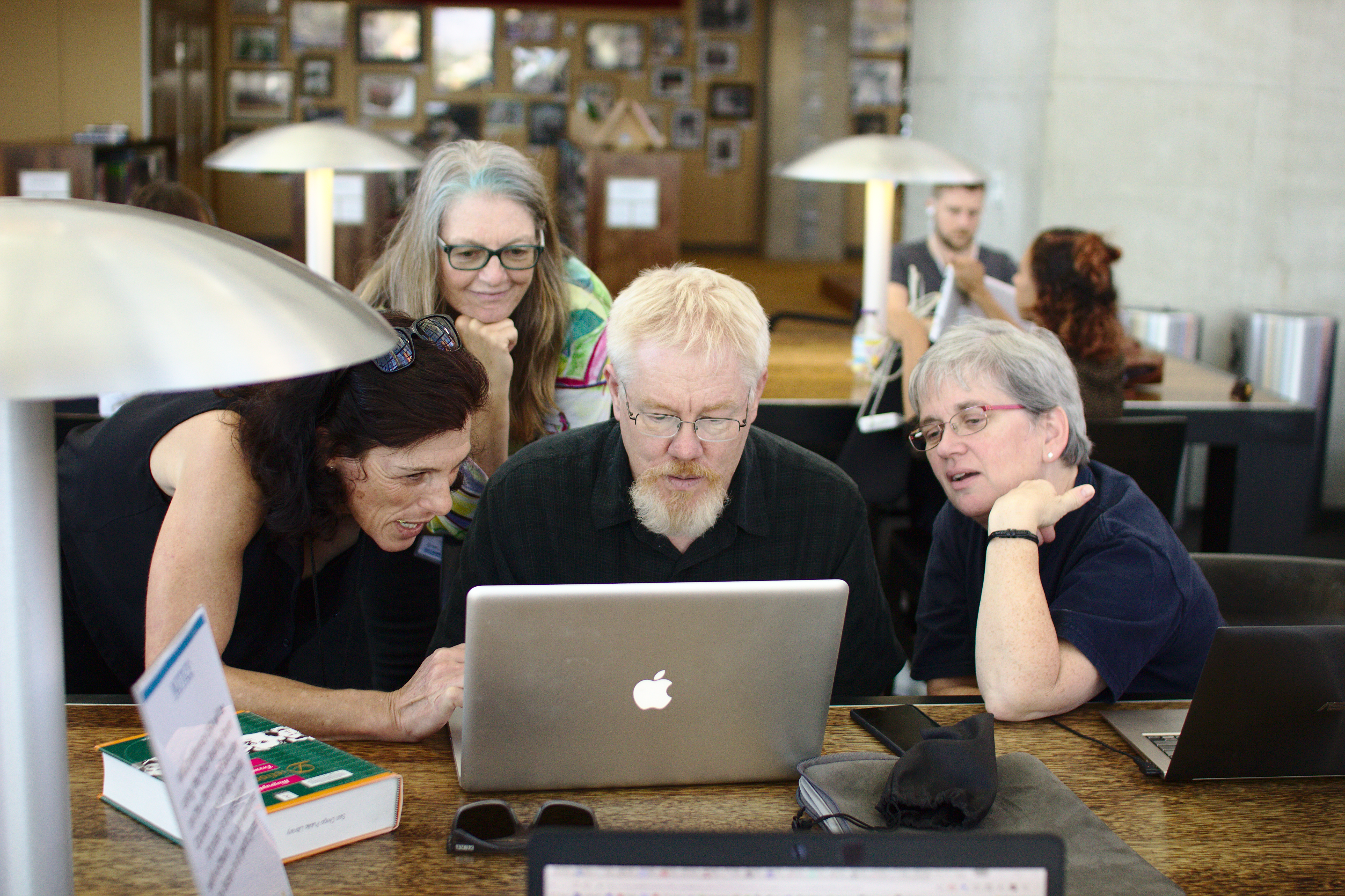
المشاركون في الماراثون التحريري يعملون على تحسين مقالات ويكيبيديا حول الفلسفة في مكتبة سان دييغو المركزية في عام 2016م

أقيم المؤتمر السنوي الثالث، المسمى مؤتمر ويكي أمريكا الشمالية، في المكتبة المركزية في سان دييغو خلال الفترة من 7 إلى 10 أكتوبر 2016م. تم توسيع نطاق المؤتمر ليشمل مستخدمي ويكيميديا في كندا، والمكسيك، كما تضمن المؤتمر سلسلة من جلسات التحرير.  قام أليكس مادفا، الأستاذ المساعد في جامعة ولاية كاليفورنيا للتكنولوجيا في بومونا، والمساهم في مدونة الجمعية الفلسفية الأمريكية، بتنسيق جلسة في الثامن من أكتوبر لتحسين المقالات حول الفلسفة والفلاسفة.   رعت الجمعية الكيميائية الأمريكية مجلة أخرى لتحسين تغطية الكيمياء والكيميائيين البارزين.  كما قام مايك كونولي ميسكويش من محمية كامبو الهندية، والذي يعمل أيضًا كعضو هيئة تدريس مساعد للدراسات الأمريكية الأصلية في جامعة ولاية سان دييغو، بتسهيل عملية تحرير المقالات بالتزامن مع يوم الشعوب الأصلية لتحسين مقالات ويكيبيديا حول الشعوب الأصلية.  
أدارت كاثرين ماهر، المديرة التنفيذية لمؤسسة ويكيميديا، جلسة استراتيجية لحركة ويكيميديا، كما قدمت كيلي دويل، التي تم تعيينها من قبل مكتبات جامعة غرب فرجينيا، كأول ويكيبيدية مقيمة للتركيز على المساواة بين الجنسين، عرضًا تقديميًا في المؤتمر.   في اليوم السابق للمؤتمر، تم تنظيم " زحف ثقافة ويكيWiki Culture Crawl" في "بالبوا بارك Balboa Park"، مما يسمح للمحررين بزيارة المتاحف التابعة مجانًا، لغرض تحسين مقالات ويكيبيديا المتعلقة بالمتاحف المحلية والمؤسسات الثقافية الأخرى.   قالت مجلة Convene، وهي مجلة شهرية تنشرها جمعية إدارة المؤتمرات المهنية، إن مؤتمر عام 2016م "تم تنظيمه بالطريقة التي قد تتوقعها من المساهمين في أكبر موسوعة على الإنترنت في العالم أن يتعاملوا مع المهمة: باستخدام نهج " ويكي" التعاوني."  كما لاحظت باربرا بالمر من المجلة، أن سيدني بور، وروزي ستيفنسون جودنايت، ومنظمين آخرين كانوا جميعًا يعيشون خارج كاليفورنيا. في اليوم الأخير من المؤتمر، أنشأ الحضور "مجموعة مستخدمي مؤتمر ويكيميديا لأمريكا الشمالية" لتوثيق أفضل الممارسات لتنظيم أحداث ويكيميديا. 

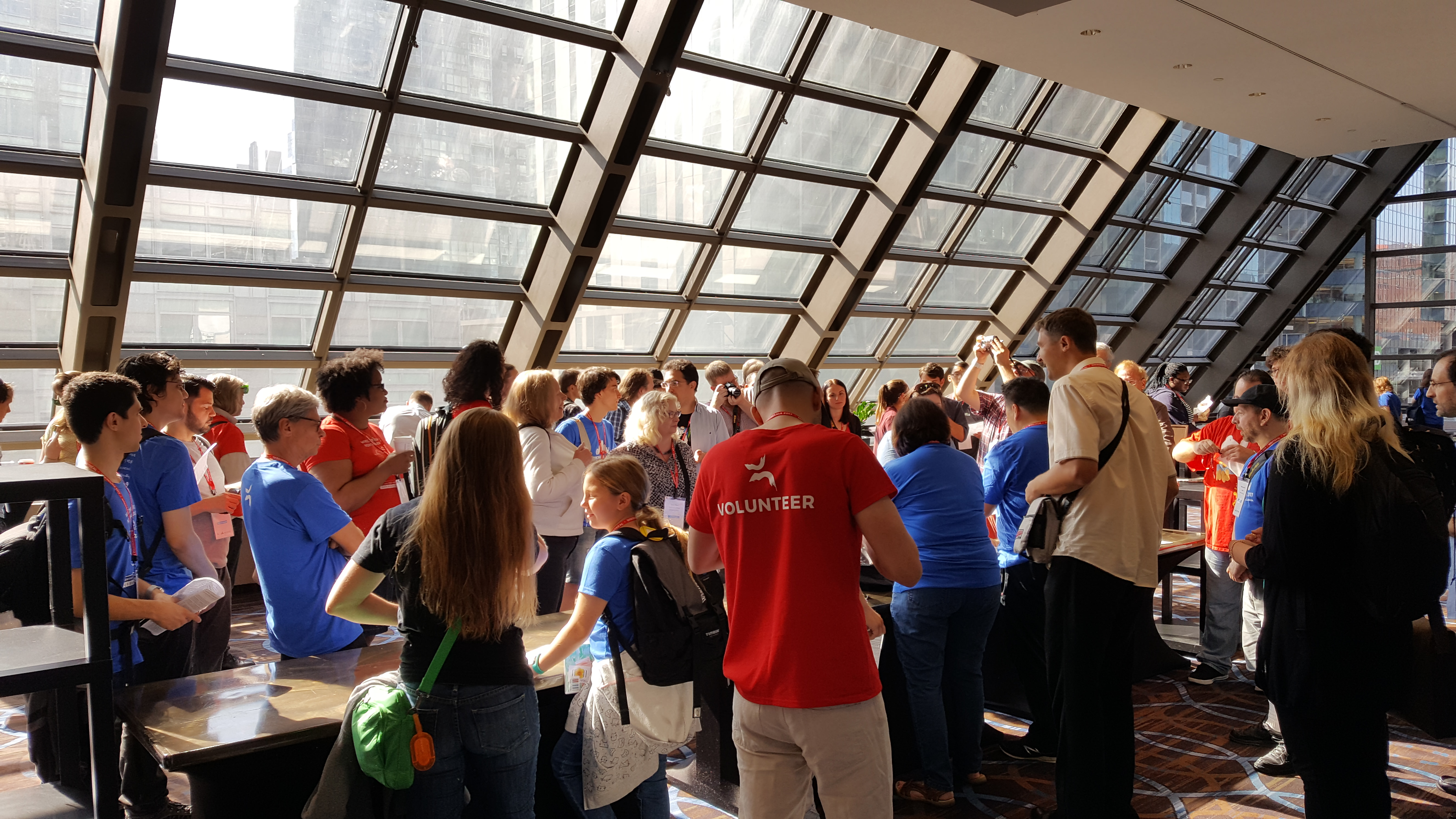
المشاركون في المؤتمر في مونتريال، 2017

أقيم مؤتمر عام 2017م، في فندق شيراتون المركزي في مونتريال خلال الفترة من 9 إلى 10 أغسطس، بوصفه مؤتمرًا تمهيديًا لـ "ويكيمانيا Wikimania" ، المؤتمر السنوي الرسمي لمؤسسة ويكيميديا.  وفي عام 2018م، أقيم مؤتمر ويكي أمريكا الشماليه، في أمريكا الشمالية، في كولومبوس، أوهايو، في الفترة من 18 إلى 21 أكتوبر، في مكتبة تومسون التذكارية التابعة لجامعة ولاية أوهايو ومواقع الحرم الجامعي الأخرى.  وأقيم المؤتمر لعام 2019م في معهد ماساتشوستس للتكنولوجيا في كامبريدج، وتحديدًا في مركز راي وماريا ستاتا، خلال الفترة من 8 إلى 11 نوفمبر.  كان مؤتمر ويكي أمريكا الشمالية افتراضيًا من عام 2020 إلى عام 2022م بسبب الوباء. أقيم الحدث لعام 2020م، خلال الفترة من 11 إلى 13 ديسمبر.  وأقيم الحدث لعام 2021م، خلال الفترة من 8 إلى 10 أكتوبر، وشهد Wiknic في مدينة نيويورك.  أقيم الحدث لعام 2022م في نوفمبر مع Mapping USA، بالتعاون مع "خريطة الشارع المفتوحة OpenStreetMap. 
عاد "مؤتمر ويكي أمريكا الشمالية" إلى الشكل الحضوري في عام 2023م. وأُقيم في مكتبة تورنتو المرجعية في تورنتو، أونتاريو، في الفترة من 9 إلى 12 نوفمبر.  بينما انعقد مؤتمر عام 2024م في جامعة إنديانا إنديانابوليس.  كان موضوع المؤتمر هو "ملتقى الطرق Crossroads"، وهو مستوحى من شعار ولاية إنديانا، ويشير أيضًا إلى المعاني المتعددة للكلمة - باعتبارها المكان الذي يجتمع فيه ويكيميديون من جميع أنحاء القارة.  تم إعلان اليوم الأول من المؤتمر، الموافق 4 أكتوبر باعتباره "يوم ويكيبيديا" في إنديانابوليس من خلال إعلان من قبل عمدة المدينة جو هوجسيت.  في اليوم الأخير من المؤتمر، أُعلن أن مؤتمر عام 2025م سيُعقد في مدينة نيويورك، وسيحمل عنوان "معرض ويكي العالمي" للاحتفال بالذكرى السنوية الـ 400 للمدينة. 

## ملخص
يوضح الجدول التالي ملخصًا لنسخ مؤتمر ويكي أمريكا الشمالية، وأماكن انعقادها
| النسخة      | العام | مسمى المؤتمر                | نوع الانعقاد | مكان الانعقاد                  | الفترة            | ملاحظات                                                                                     | صورة |
| ----------- | ----- | --------------------------- | ------------ | ------------------------------ | ----------------- | ------------------------------------------------------------------------------------------- | ---- |
| الأولى      | 2014  | مؤتمر ويكي الولايات المتحدة | حضوري        | كلية الحقوق- نيويورك           | 30 مايو : 1 يونيو |                                                                                             |      |
| الثانية     | 2015  | مؤتمر ويكي الولايات المتحدة | حضوري        | مبنى الأرشيف الوطني- واشنطن    | 9 :11 أكتوبر      |                                                                                             |      |
| الثالثة     | 2016  | مؤتمر ويكي أمريكا الشمالية  | حضوري        | المكتبة المركزية- سان دييغو    | 7 إلى 10 أكتوبر   | بداية من هذه النسخة، تم تغير مسمى المؤتمر، ليصبح المسمى الجديد "مؤتمر ويكي أمريكا الشمالية" |      |
| الرابعة     | 2017  | مؤتمر ويكي أمريكا الشمالية  | حضوري        | فندق شيراتون المركزي- مونتريال | 9 إلى 10 أغسطس    | كان المؤتمر تمهبدًا لمؤتمر ويكيمانيا                                                         |      |
| الخامسة     | 2018  | مؤتمر ويكي أمريكا الشمالية  | حضوري        | كولومبوس- ولاية أوهايو         | 18 إلى 21 أكتوبر  |                                                                                             |      |
| السادسة     | 2019  | مؤتمر ويكي أمريكا الشمالية  | حضوري        | كامبريدج- ولاية ماساتشوستس     | 8 إلى 11 نوفمبر   |                                                                                             |      |
| السابعة     | 2020  | مؤتمر ويكي أمريكا الشمالية  | إفتراضي      |                                | 11 إلى 13 ديسمبر  | تم عقد المؤتمر إفتراضيًا من خلال شبكة الإنترنت، بسبب جائحة كورونا (كوفيد19)                  |      |
| الثامنة     | 2021  | مؤتمر ويكي أمريكا الشمالية  | إفتراضي      |                                | 8 إلى 10 أكتوبر   | استمرار عقد المؤتمر إفتراضيًا، بسبب القيود التي فرضتها البلاد، نتيجة انتشار مرض كوفيد19      |      |
| التاسعة     | 2022  | مؤتمر ويكي أمريكا الشمالية  | إفتراضي      |                                | نوفمبر            | عقد المؤتمر إفتراضيًا، بسبب جائحة كورونا                                                     |      |
| العاشرة     | 2023  | مؤتمر ويكي أمريكا الشمالية  | حضوري        | مكتبة تورنتوالمرجعية- أونتاريو | 9 إلى 12 نوفمبر   | في هذه النسخة، تم السيطرة على الوباء، وعاد المؤتمر لشكله الحضوري.                           |      |
| الحادية عشر | 2024  | مؤتمر ويكي أمريكا الشمالية  | حضوري        | جامعة إنديانا- إنديانابوليس    | أكتوبر            |                                                                                             |      |
| الثانية عشر | 2025  | مؤتمر ويكي أمريكا الشمالية  | حضوري        | نيويورك                        |                   | تحت عنوان "معرض ويكي العالمي"                                                               |      |